# Nada Šikić
Nada Šikić, née le 27 mars 1959 à Slavonski Brod, est une femme politique croate membre de l'Union démocratique croate (HDZ).
Elle est ministre du Travail et des Retraites entre le 22 janvier et le 19 octobre 2016.